# Nanga (Tanzania)
Nanga è una circoscrizione rurale (rural ward) della Tanzania situata nel distretto di Igunga, regione di Tabora. Conta una popolazione di 14 835 abitanti (censimento 2012).